# Борго Паневино (Матера)
Борго Паневино (итал. Borgo Panevino) је насеље у Италији у округу Матера, региону Базиликата.
Према процени из 2011. у насељу је живело 16 становника. Насеље се налази на надморској висини од 138 м.